# 탈수초 질환

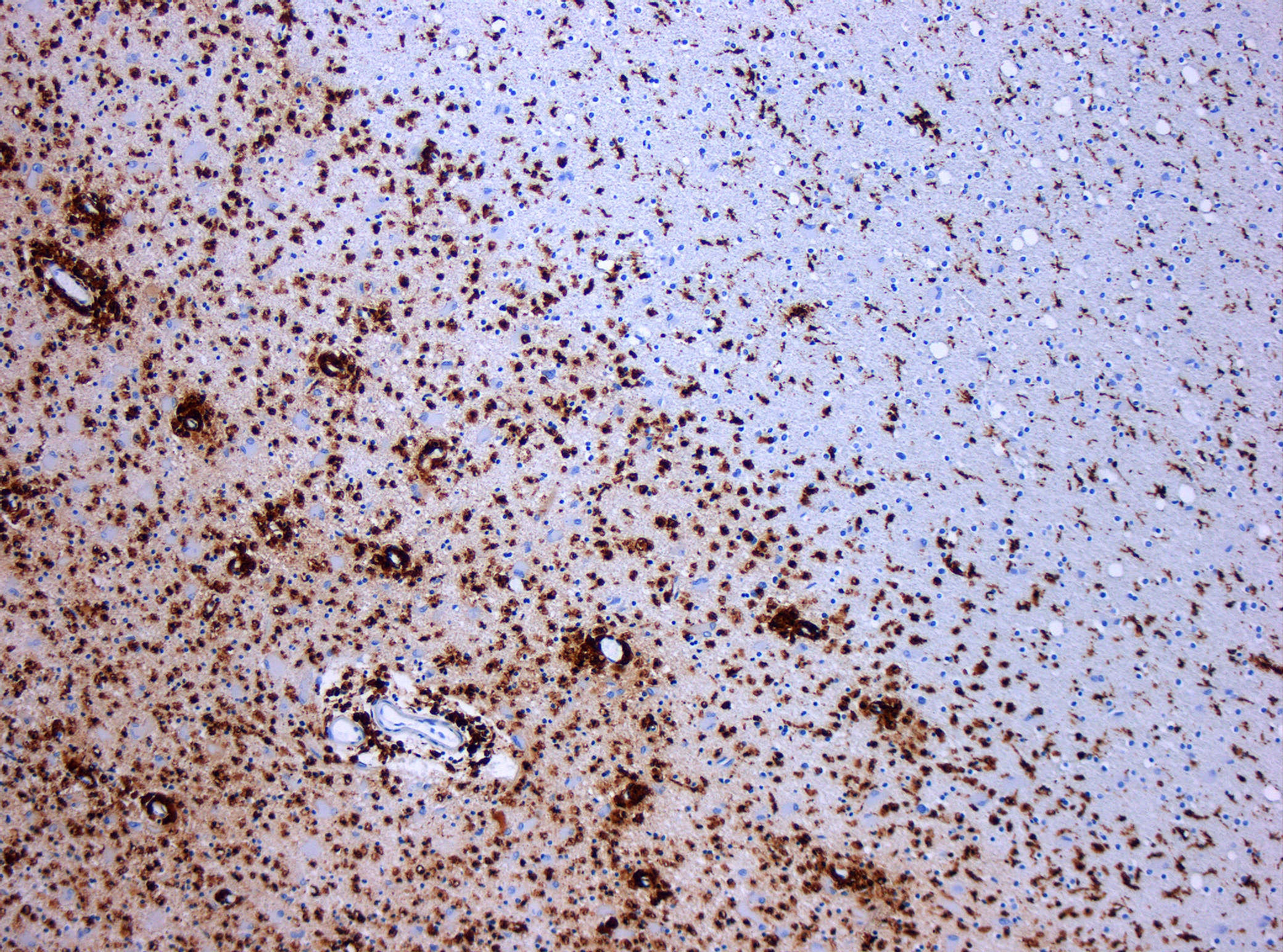

탈수초 질환 ( Demyelinating disease )은 뉴런의 미엘린 수초(sheath)가 손상을 입은 신경계 질환이다. 이 손상으로 영향을 받은 신경에서 신호 전달에 문제가 생긴다. 이 질환은 유전적인 요인, 감염, 자가면역 반응 등에 의해 생긴다.
ICD-10 챕터 VI: 신경계통의 질병에서 G35-G37에 나와 있다.

## 같이 보기
- 퇴행성 질환